# Sugmaskar
Sugmaskar (Trematoda) är en klass av platta, ibland bladformiga, oledade maskartade djur, som på grund av sitt parasitiska levnadssätt är försedda med vidfästningsredskap i form av hakar och sugskålar. Klassen hör till stammen plattmaskar.
Dessa maskar är med få undantag samkönade. Några arter utvecklar sig utan förvandling, andras utveckling är förbunden med generationsväxling. 

## Taxonomi och biologisk mångfald
Klassen sugmaskar beräknas innehålla mellan 18 000 och 24 000 arter och är indelad i två underklasser. Nästan alla sugmaskar är parasiter av blötdjur och ryggradsdjur. Den mindre underklassen Aspidogastrea består av cirka 100 arter och parasiterar främst på blötdjur, men kan även infektera sköldpaddor och fiskar, inklusive broskfiskar. Den större underklassen Digenea rymmer parasiter som lever av både blöt- och ryggradsdjur, men inte ofta av broskfisk.
Tidigare ingick även Monogenea i klassen sugmaskar, då även dessa maskar är parasiter. Moderna, fylogenetiska studier har emellertid flyttat upp denna grupp till en position som systerklass till plattmaskarna, tillsammans med bandmaskarna.

### Underklasser
- Aspidogastrea
- Digenea